# Jeff Kready
Jeff Kready (nacido el 4 de junio en Parsons, Kansas, Estados Unidos) es intérprete de teatro estadounidense que ha aparecido en Broadway musicals.

## Biografía
Criado en Topeka (Kansas), Kready debutó en Broadway en la reposición de Los Miserables de 2006 en el papel de Babet/Subalterno Jean Valjean, y tuvo la distinción de ser el actor más joven en representar el papel en Broadway hasta 2015, cuando Kyle Jean-Baptiste interpretó el papel a los 21 años. El espectáculo se estrenó el 9 de noviembre de 2006 en el Broadhurst Theatre y se cerró el 6 de enero de 2008. Su siguiente aparición en Broadway fue en la reposición de 2008 de Sunday in the Park with George de la Roundabout Theater Company, dirigida por Sam Buntrock y protagonizada por Daniel Evans (actor) y Jenna Russell.
Kready fue el suplente para el papel principal de Michael Dorsey en la comedia musical de Broadway Tootsie. Tootsie es una comedia musical con música y letra de David Yazbek y libro de Robert Horn. El musical está basado en la película cómica estadounidense de 1982 del mismo nombre escrita por Larry Gelbart, Barry Levinson (sin acreditar), Elaine May (sin acreditar) y Murray Schisgal a partir de la historia de Gelbart y Don McGuire. El musical hizo su prueba de estreno mundial en el Cadillac Palace Theatre de Chicago en septiembre de 2018. El musical tiene música y letra de David Yazbek con el libro de Robert Horn, coreografía de Denis Jones, diseño escénico de David Rockwell, vestuario de William Ivey Long, iluminación de Donald Holder y dirección de Scott Ellis. Santino Fontana protagoniza el papel de Michael Dorsey, con Lilli Cooper como Julie Nichols, Sarah Stiles como Sandy Lester, John Behlmann como Max Van Horn, Andy Grotelueschen como Jeff Slater, Julie Halston como Rita Mallory, Michael McGrath como Stan Fields y Reg Rogers como Ron Carlisle. La producción de Broadway comenzó los preestrenos el 29 de marzo de 2019 en el Marquis Theatre y se estrenó el 23 de abril de 2019.
Anteriormente, Kready protagonizó el papel principal de Monty Navarro en la obra ganadora del premio Tony A Gentleman's Guide to Love and Murder. Era miembro de la Compañía Original de Broadway desde noviembre de 2013. La producción recibió nueve nominaciones a los premios Tony, ganando cuatro -incluido el de mejor musical- y está protagonizada por Jefferson Mays. Antes de asumir el papel protagonista de Bryce Pinkham apareció en los papeles de Tom Copley, Newsboy, Actor y Guardia.
Kready formó parte de la compañía original de Broadway de Billy Elliot The Musical, dirigida por Stephen Daldry y coreografiada por Peter Darling. La producción de Broadway se estrenó en el Imperial Theatre el 1 de octubre de 2008 en preestreno y oficialmente el 13 de noviembre de 2008. La producción recibió quince nominaciones a los premios Tony y ganó diez. Kready asumió el papel principal de Tony (el hermano de Billy) en el verano de 2010 hasta el 29 de agosto de 2010. A continuación, Kready abandonó el espectáculo para interpretar el papel de Tony en la segunda gira nacional que comenzó en noviembre de 2010.
Kready actuó como Bert Healey en Annie Live!, un especial musical de televisión que se emitió en la NBC el 2 de diciembre de 2021. Se trataba de una representación del musical Annie de 1977, basado en el cómic Little Orphan Annie de Harold Gray.
El especial fue protagonizado por la recién llegada Celina Smith en el papel principal, Harry Connick Jr. como Daddy Warbucks, Taraji P. Henson como Miss Hannigan, Nicole Scherzinger como Grace Farrell, Tituss Burgess como Rooster Hannigan y Megan Hilty como Lily St. El especial fue dirigido por Lear deBessonet y Alex Rudzinski.
Fuera de Broadway, Kready protagonizó el estreno mundial de Tokio Confidential para la Atlantic Theater Company en el papel de Ernest junto a Jill Paice (Isabella). Otras actuaciones destacadas son el estreno mundial de In This House (Two River Theater Company) en Red Bank, Nueva Jersey. La obra, In This House, fue escrita por Jonathan Bernstein con Mike Reid y Sarah Schlesinger y fue dirigida por May Adrales. Kready protagonizó la producción de 2012 del clásico de Rodgers y Hammerstein Carousel en el papel de Enoch Snow junto a Jenn Gambatese (Carrie), por el que recibió una nominación del Círculo de Críticos de Connecticut como Actor Secundario Destacado en un Musical l. El espectáculo unipersonal de David Sedaris The Santaland Diaries en el Theaterworks de Hartford, y Thoroughly Modern Millie (musical) en el papel de Jimmy, coproducido por el Maltz Jupiter Theater de Jupiter (Florida) y el Paper Mill Playhouse de Millburn (Nueva Jersey). La producción también fue protagonizada por Lenora Nemetz, Burke Moses y Branda Braxton. Jeff también protagonizó la producción de Paper Mill Playhouse de Holiday Inn (musical) en el papel de Ted Hanover, y la producción de Pittsburgh Civic Light Opera de Brigadoon en el papel de Tommy Albright. Kready es vocalista en los trailers de la orquesta de la 25ª temporada de South Park..
Además de los créditos teatrales de Kready, se le puede encontrar como estrella invitada en la serie de HBO nominada al Emmy Boardwalk Empire, apareciendo en la temporada 3, episodio 6. Otros créditos en televisión incluyen un papel recurrente en el drama criminal de la CBS Elementary, la serie de televisión web The Good Fight producida para el servicio de streaming de la CBS All Access, y en el drama de la CBS The Code.
Kready también ha realizado trabajos de locución en la campaña publicitaria de televisión del Banco UMPQUA. También cantó en el álbum de debut de su esposa, Home.
Kready se graduó en el año 2000 en la Washburn Rural High School. En 2004, obtuvo una licenciatura en Interpretación de la Voz y Educación Musical Vocal en la Universidad de Washburn. y también ha estudiado estudios religiosos en el Seminario Teológico Bautista Central.